# Deer Park (Texas)
Deer Park es una ciudad ubicada en el condado de Harris en el estado estadounidense de Texas. En el Censo de 2010 tenía una población de 32.010 habitantes y una densidad poblacional de 1.174,71 personas por km².

## Geografía
Deer Park se encuentra ubicada en las coordenadas 29°41′13″N 95°7′00″O / 29.68694, -95.11667. Según la Oficina del Censo de los Estados Unidos, Deer Park tiene una superficie total de 27.25 km², de la cual 27.08 km² corresponden a tierra firme y (0.62%) 0.17 km² es agua.

## Demografía
Según el censo de 2010, había 32.010 personas residiendo en Deer Park. La densidad de población era de 1.174,71 hab./km². De los 32.010 habitantes, Deer Park estaba compuesto por el 86.23% blancos, el 1.48% eran afroamericanos, el 0.7% eran amerindios, el 1.51% eran asiáticos, el 0.08% eran isleños del Pacífico, el 7.81% eran de otras razas y el 2.18% pertenecían a dos o más razas. Del total de la población el 26.3% eran hispanos o latinos de cualquier raza.